# 楚攻宋之战
楚攻宋之战，發生於春秋时期，楚国攻打宋国的一系列戰爭。
齐桓公死后，宋襄公图谋中原霸主，被楚成王在泓水之战打败。晋文公时，楚国攻打宋国，晋国援救宋国，在城濮之战击败楚国，奠定了晋国的霸业。晋楚争霸，晋国与楚国进行长达八十余年的争夺宋国的战争。宋国、郑国都在楚国中原争霸的道路上，但是郑国经常投降，宋国却常常坚守，因此当时称为“郑昭宋聋”。而宋国的坚守却得到了晋国和楚国的尊重，前579年、前546年，两次晋楚弭兵之会，都是宋国发起主导的。

## 过程

### 宋联齐抗楚
前656年，齐桓公率领中原诸侯齐国及宋国、陈国、卫国、郑国、许国、鲁国、曹国、邾国八国，讨伐蔡国。楚成王援救蔡国，齐楚两国在召陵（今河南省漯河市召陵区）会盟。前645年，楚成王讨伐徐国，齐桓公会合鲁国、齐国、陈国、卫国、郑国、许国、曹国七国国君结盟，讨伐楚国盟国厉国救援徐国。徐国在婁林之戰被楚军所败。

### 楚成王伐宋
齐桓公去世后，宋襄公想要建立霸权。前639年春，宋襄公邀楚成王、齐孝公在宋邑鹿上（今安徽省阜阳市南）会盟，楚成王假意拥护宋襄公为霸主。同年秋，宋襄公召集楚成王、陈穆公、蔡庄侯、郑文公、许僖公、曹共公等在宋国的盂邑（在河南省睢县西北）盟会，楚成王在盂邑拘捕宋襄公，并攻打宋军。冬，宋襄公获释归国。前638年，宋襄公联合卫国、许国和滕国讨伐臣服楚国的郑国。郑求救于楚，楚成王率师在泓水之战宋国，宋襄公受伤，次年身故，宋国和楚国讲和。前636年，晋文公即位后，宋国背离楚国而靠拢晋国。前634年冬，楚国的令尹子玉、司马子西率军攻打宋国，包围缗地（在山东省金乡县东北）。次年，楚成王又集合陈国、蔡国、郑国、许国攻打宋国，最终晋国前来救援，爆发了前632年的城濮之战。晋国战胜楚国，称霸中原，宋国成为晋国的盟国，以对抗楚国。

### 楚庄王伐宋
前599年六月，晋国率领宋国、卫国、曹国等诸侯的军队进攻郑国，讲和以后回国。冬，楚庄王进攻郑国。晋国的士会再去救援郑国，在颍北之战（今河南省禹州市北）赶走了楚军。前598年，楚国的左尹子重袭击宋国，楚庄王在郔地等待。令尹孙叔敖在沂地筑城，调配担当，工程三十天就完成。前597年，楚庄王在邲之战击败晋国后，冬，攻打宋国的附庸国萧国。宋国华椒联合蔡国去救萧国。萧国囚杀了熊相宜僚和公子丙。楚庄王大怒，灭亡了萧国。因为宋国曾救援萧国，前596年夏，楚庄王进攻宋国。前595年，楚庄王派遣申舟到齐国聘问，要求他不要向宋国借路。宋国的华元认为申舟瞧不起宋国，于是就杀了申舟。九月，楚庄王发兵攻打宋国，晋国因三年前邲之战吃了败仗，不敢救援宋国，晋景公派遣解扬到宋国去，让宋国不要投降楚国。宋国被逼到互相交换儿子吃，拆开尸骨烧来做饭都不肯屈服。次年五月，楚军准备撤退，申叔时建议在城外修房子、使耕种者归，宋国信心丧失，通过华元夜见楚国司马子反的方式，楚宋订立了合约“我无尔诈，尔无我虞”。从此宋国倒向楚国。

### 楚共王伐宋
前579年，宋国华元促成第一次弭兵之会。鄢陵之战后，楚宋失和。前573年六月，郑成公会合楚共王一起进攻宋国，占领了朝郏。楚国子辛、郑国的皇辰入侵城郜，占取幽丘。一起进攻彭城，送回了宋国逃亡到楚国的大夫鱼石、向为人、鳞朱、向带、鱼府，用三百辆战车留守，然后回国。十一月，楚国的子重救援彭城，进攻宋国。晋悼公领兵救宋。在靡角之谷和楚军相遇，楚军退走回国。
前572年正月，晋国纠合诸侯联军包围宋国彭城，鱼石等人以彭城向晋国投降。同年秋，楚共王派子辛救援郑国，入侵宋国的吕地和留地。郑国子然入侵宋国，占取了犬丘。前571年春，楚国命令郑国攻打宋国。
前563年六月，楚国的子囊、郑国的子耳进攻宋国，军队驻扎在訾毋（今河南省鹿邑县南）。六月十四日，包围宋国，攻打桐门。八月十一日，楚郑联军攻克萧地（今安徽省萧县西北）。十月十四日，郑国西宫之变，子驷、子国、子耳被杀。这场战争引起了晋悼公三驾伐郑之役，郑国服从晋国。楚国无力争郑，前561年冬季，楚国子囊、秦国庶长无地联合进攻晋国的盟友宋国，军队驻扎在杨梁（今河南省商丘市东南），以报复晋国的得到郑国。前546年，宋国向戌促成第一次弭兵之会。

### 华氏之乱
前521年，宋国华氏之乱，华登到楚国请求出兵。楚国的薳越率军迎接华氏，薳越对宋元公假以辞令，请让楚国处理乱臣华亥、向宁等，宋元公没有同意，结果，宋军、齐军把华氏打得大败。前520年二月廿一日，在楚平王的保全下，宋国释放华亥、向宁、华定、华䝙、华登、皇奄伤、省臧、士平逃亡楚国。

### 战国时期
楚惠王时，楚国北扩灭亡蔡国、杞国、莒国，想要进攻宋国，被墨子阻止。前424年，宋悼公不堪于戴氏在国内专权，亲自去朝见楚简王。楚国为了争夺宋国派莫敖阳为北扩，在连堤之战败于晋国，宋国政权也被戴氏所取。这次战役不见于传世文献，《清华简·系年》有记载。宋王偃时号称“五千乘之劲宋”，南败楚，拓地三百馀里。前286年，齐灭宋之战，齐湣王联魏国、楚国攻宋国，宋王偃战败，死于温，宋国灭亡。